# ترسکوره بالنئاریو
ترسکوره بالنئاریو (به ایتالیایی: Trescore Balneario) یک کومونه در ایتالیا است که در استان برگامو واقع شده‌است. ترسکوره بالنئاریو ۱۳٫۳۱ کیلومتر مربع مساحت و ۱۰٬۰۰۶ نفر جمعیت دارد و ۲۷۱ متر بالاتر از سطح دریا واقع شده‌است.

## خواهرخوانده
شهرهای Zuera و تشلاکوویتسه خواهرخوانده‌های ترسکوره بالنئاریو هستند.